# Canthidium kelleri
Canthidium kelleri là một loài bọ cánh cứng trong họ Bọ hung (Scarabaeidae).